# Оуэн, Скотт
Ско́тт Брэ́дли О́уэн (англ. Scott Bradley Owen; род. 14 февраля 1975, Мельбурн, Австралия) — контрабасист в австралийской рок-группе The Living End.

## Биография
После игры на фортепиано в течение многих лет, Скотт понял, что инструмент не будет хорошо звучать в рокабилли-группе. Так что в возрасте 17 лет он самостоятельно научился играть на контрабасе.
Во время живых выступлений, Оуэн стал известен своими «бас-трюками». Например, «стоять на басу» (или «позволить Крис Чейни стоять на нём»): наклонив контрабас под углом, упираясь правой ногой на кривую эфа, а левой — на живот баса в нижней части грифа.
У Оуэна двое детей, Харви и Джинджер. Его жену, мать детей, зовут Эмили..

## Тексты и музыка песен
Оуэн написал ряд треков для The Living End, в том числе «Flood The Sky», «I Want A Day», «What Would You Do?» и «Stay Away From Me». Он также является соавтором песен: «So Lonely» и «Black Cat» с Крисом Чейни и «Short Notice» и «E-Boogie» с Крисом Чейни и Энди Стрэккен.